# جيم ديني (منتج)
جيم دينّي (بالإنجليزية: Jim Denny)‏ هو مدير مواهب ومنتج أسطوانات أمريكي، ولد في 28 فبراير 1911 في تينيسي في الولايات المتحدة، وتوفي في 27 أغسطس 1963 في ناشفيل في الولايات المتحدة.